# Min lilla åsna
Min lilla åsna (orig. The Small One) är en animerad novellfilm från 1978, producerad av Walt Disney Productions, och baserad på en bok av Charles Tazewell. Filmen var animatören Don Bluths första film i egenskap av regissör.

## Handling
En pojke blir tvungen att sälja sin bästa vän; en åsna, på grund av att åsnan blivit för gammal och inte längre klarar av att arbeta med de större åsnorna. Pojken tar åsnan till stan för att leta efter en ny ägare, men det är svårt, eftersom det inte finns någon som är lika snäll och rar som pojken själv.
Filmen är en julfilm, och utspelar sig i Nasaret dagen innan Jesus föddes. Det visar sig på slutet att den åsna som pojken försöker sälja är åsnan som Maria red på, när hon och Josef vandrade till Betlehem.

## Figurer
- Pojken
- Pappan
- Maria
- Josef
- Liten/Lilleman (åsnan)
- Försäljaren
- Garvaren
- Tre bedragare

## Om filmen
Filmen hade svensk premiär den 8 december 1979 och visades tillsammans med Disney-långfilmen Pongo och de 101 dalmatinerna.

## Skådespelare
I den svenska originaldubbningen hette åsnan, vars namn i originalet är Small One, Liten, men när filmen omdubbades år 2002 (i och med släppet av DVD:n "I väntan på julen med Disney") fick han namnet Lilleman.
I den gamla dubbningen medverkade bl.a. John Harryson som den elaka försäljaren och Mats Åhlfeldt i rollen som pojken.
I USA hade filmen premiär i och med nypremiären på Disneys Pinocchio.